# Jane Birkin - Serge Gainsbourg
Jane Birkin - Serge Gainsbourg, distribuito anche con il titolo Je t'aime - Beautiful Love, è il nono album discografico in studio del cantautore francese Serge Gainsbourg, realizzato con Jane Birkin e pubblicato nel 1969 dalla Fontana in formato LP.

## Il disco
Il disco è stato composto e registrato nell'autunno del 1968 a Londra successivamente alla registrazione del singolo Je t'aime... moi non plus, così da far seguire al 45 giri un intero album contenente la stessa canzone sfruttandone il prevedibile effetto trainante. Le canzoni contenute sono reinterpretazioni di vecchie composizioni di Gainsbourg (come ad esempio Les sucettes, originalmente cantata da France Gall) o canzoni che egli stesso ha composto sul traghetto che portava lui e Jane Birkin in Inghilterra poco prima della registrazione dell'album.
Alcune edizioni del disco includono la canzone La chanson de Slogan, tratta dalla colonna sonora del film Slogan sul set del quale Jane Birkin e Serge Gainsbourg si sono conosciuti e hanno iniziato la loro relazione.
La base del brano Jane B. è il Preludio N° 4 in MI Minore (op. 28) di Frédéric Chopin. La canzone appare anche come retro del singolo Je t'aime... moi non plus, il brano più celebre e più "scandaloso" pubblicato da Serge Gainsbourg.

## Tracce
Testo e musica di Serge Gainsbourg (tutte le tracce).
1. Je t'aime... moi non plus - 4:23
2. L'anamour - 2:17
3. Orang-outan - 2:28
4. Sous le soleil exactement - 2:52
5. 18-39 - 2:39
6. 69 année érotique - 3:21
7. Jane B. - 3:09
8. Élisa - 2:31
9. Le canari est sur le balcon - 2:20
10. Les sucettes - 2:37
11. Manon - 2:41

## Formazione
- Serge Gainsbourg - voce (tracce 1,2,4,6,8,10-12), autore (tutte le tracce)
- Jane Birkin - voce (tracce 1,3,5-7,9,12)
- Arthur Grennslade - direzione orchestra
- Michel Colombier - direzione orchestra (traccia 9), autore (traccia 9)